# Reader
Reader – jednostka osadnicza w Stanach Zjednoczonych, w stanie Arkansas, w hrabstwie Nevada.